# Liste de centrales de pompage-turbinage
La présente liste de centrales de pompage-turbinage (également appelées STEP - Stations de transfert d'énergie par pompage) inventorie les centrales dont la puissance de turbinage nette est supérieure à 1000 MW, en fonctionnement ou en construction.

## Centrales de pompage-turbinage  en fonctionnement de puissance > 1000 MW

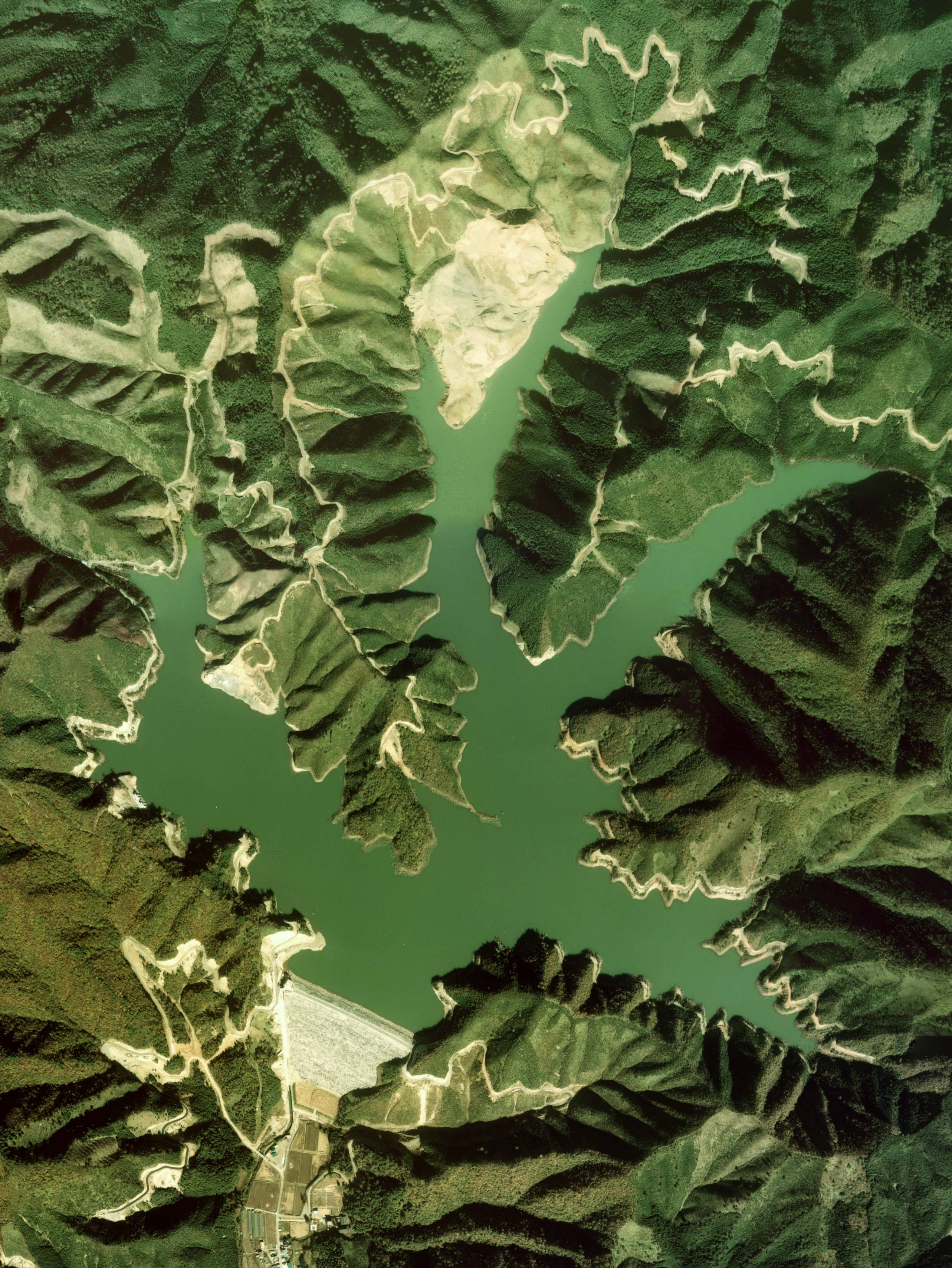
Vue satellite du barrage de Kurokawa, réservoir supérieur de la centrale de pompage d'Okutataragi.

Ce tableau liste les centrales en fonctionnement en 2013. Certaines peuvent avoir des extensions en cours de construction, mais seule la puissance nette en fonctionnement est indiquée. 

| Centrale                                    | Pays           | Lieu                                | P.*(MW) | Capacité Stockage (MWh) | Réf.**            |
| ------------------------------------------- | -------------- | ----------------------------------- | ------- | ----------------------- | ----------------- |
| Centrale de pompage-turbinage de Fengning   | Chine          | 41° 40′ 40″ N, 116° 29′ 47″ E       | 3 600   | 40 000                  | [ 2 ]             |
| Centrale Meizhou                            | China          | 23° 23′ 13″ N, 115° 29′ 40″ E       | 2 400   |                         | [réf. nécessaire] |
| Centrale de Ludington                       | United States  | 43° 53′ 37″ N, 86° 26′ 43″ O        | 2,172   | 19,548                  | [ 4 ]             |
| Centrale de Bad Creek                       | États-Unis     | 35° 00′ 40,02″ N, 83° 00′ 52,23″ O  | 1 065   | 25 560                  | [ 5 ]             |
| Centrale de Bailianhe                       | Chine          | 30° 36′ 33″ N, 115° 27′ 15″ E       | 1 200   |                         | ,                 |
| Centrale de Baoquan                         | Chine          | 35° 28′ 08″ N, 113° 28′ 24″ E       | 1 200   |                         | [ 8 ]             |
| Centrale de Bath County                     | États-Unis     | 38° 12′ 32″ N, 79° 48′ 00″ O        | 3 003   | 24 000                  | [ 9 ]             |
| Centrale de Blenheim-Gilboa                 | États-Unis     | 42° 27′ 18″ N, 74° 27′ 29″ O        | 1 160   | 17 400                  | [ 10 ]            |
| Centrale de Castaic                         | États-Unis     | 34° 35′ 14″ N, 118° 39′ 23″ O       | 1 247   | 12 470                  | [ 11 ]            |
| Centrale de Coo-Trois-Ponts                 | Belgique       | 50° 23′ 12″ N, 5° 51′ 26″ E         | 1 164   | 5 820                   | [ 12 ]            |
| Centrale de Dinorwig                        | Royaume-Uni    | 53° 07′ 07″ N, 4° 06′ 50″ O         | 1 728   | 9 100                   | [ 13 ]            |
| Centrale du Drakensberg                     | Afrique du Sud | 28° 34′ 23″ S, 29° 05′ 13″ E        | 1 000   | 27 600                  | [ 14 ]            |
| Centrale hydroélectrique d'Edolo            | Italie         | 46° 10′ 15″ N, 10° 20′ 52″ E        | 1 000   | 4 890                   | [ 15 ]            |
| Centrale d'Entracque                        | Italie         | 44° 13′ 29″ N, 7° 23′ 10″ E         | 1 317   | 17 040                  | [ 16 ]            |
| Centrale de Goldisthal                      | Allemagne      | 50° 30′ 26″ N, 11° 00′ 18″ E        | 1 060   | 8 480                   | ,                 |
| Barrage de Grand'Maison                     | France         | 45° 12′ 21″ N, 6° 07′ 01″ E         | 1 800   | 38 000                  | [ 20 ]            |
| Centrale de Guangzhou                       | Chine          | 23° 45′ 52″ N, 113° 57′ 12″ E       | 2 400   |                         | ,                 |
| Centrale de Heimifeng                       | Chine          | 28° 27′ 35″ N, 113° 00′ 36″ E       | 1 200   |                         | [ 6 ]             |
| Centrale de Helms                           | États-Unis     | 37° 02′ 13,78″ N, 118° 57′ 53,63″ O | 1 200   |                         | [ 22 ]            |
| Centrale de Hohhot                          | Chine          | 40° 59′ 14″ N, 111° 41′ 18″ E       | 1 224   |                         | [ 23 ]            |
| Centrale de Hongping                        | Chine          | 29° 04′ 30″ N, 115° 19′ 10″ E       | 1 200   |                         | ,                 |
| Centrale de Huizhou                         | Chine          | 23° 16′ 07″ N, 114° 18′ 50″ E       | 2 448   |                         | [ 7 ]             |
| Barrage de Imaichi                          | Japon          | 36° 49′ 31″ N, 139° 39′ 58″ E       | 1 050   | 7 528                   | ,                 |
| Centrale d'Ingula                           | Afrique du Sud | 28° 16′ 54″ N, 29° 35′ 08″ E        | 1 332   | 21 000                  | [ 28 ]            |
| Barrage de Kazunogawa                       | Japon          | 35° 43′ 07″ N, 138° 55′ 47″ E       | 1 600   |                         | ,                 |
| Centrale de Kruonis                         | Lituanie       | 54° 47′ 56″ N, 24° 14′ 51″ E        | 1 125   |                         | [ 31 ]            |
| Centrale Linth-Limmern                      | Suisse         | 46° 51′ 00″ N, 9° 00′ 03″ E         | 1 140   |                         | ,                 |
| Centrale de Ludington                       | États-Unis     | 43° 53′ 37″ N, 86° 26′ 43″ O        | 1 872   | 19 548                  | [ 35 ]            |
| Centrale de Malta-Reisseck                  | Autriche       | 46° 52′ 14″ N, 13° 19′ 46″ E        | 1 026   |                         | [ 36 ]            |
| Centrale de Markersbach                     | Allemagne      | 50° 31′ 14″ N, 12° 52′ 57″ E        | 1 050   | 4 200                   | ,                 |
| Barrage de Matanoagawa                      | Japon          | 35° 14′ 44″ N, 133° 29′ 30″ E       | 1 500   |                         | ,                 |
| Centrale de Minghu                          | Taïwan         | 23° 51′ 16″ N, 120° 52′ 13″ E       | 1 008   |                         | [ 40 ]            |
| Centrale de Mingtan                         | Taïwan         | 23° 50′ 11″ N, 120° 52′ 04″ E       | 1 602   |                         | ,                 |
| Centrale de Muddy Run                       | États-Unis     | 39° 48′ 29″ N, 76° 17′ 54″ O        | 1 071   |                         | [ 43 ]            |
| Centrale de Northfield Mountain             | États-Unis     | 42° 36′ 36,51″ N, 72° 26′ 50,63″ O  | 1 080   | 8 482                   | [ 44 ]            |
| Centrale d'Okutataragi                      | Japon          | 35° 14′ 12″ N, 134° 51′ 23″ E       | 1 932   | 15 546                  | [ 45 ]            |
| Centrale d'Okuyoshino                       | Japon          | 34° 07′ 04″ N, 135° 49′ 16″ E       | 1 206   | 14 689                  | [ 46 ]            |
| Centrale hydroélectrique de Presenzano      | Italie         | 41° 22′ 53″ N, 14° 05′ 25″ E        | 1 000   | 7 000                   | [ 47 ]            |
| Centrale de Pushihe                         | Chine          | 40° 25′ 42″ N, 124° 41′ 50″ E       | 1 200   |                         | [ 7 ]             |
| Centrale de Qingyuan                        | Chine          | 23° 44′ 29″ N, 112° 51′ 43″ E       | 1 280   | 11 520                  | ,                 |
| Centrale de Raccoon Mountain                | États-Unis     | 35° 02′ 55″ N, 85° 23′ 48″ O        | 1 530   | 36 344                  | [ 49 ]            |
| Centrale de Rocky Mountain                  | États-Unis     | 34° 21′ 20″ N, 85° 18′ 14″ O        | 1 095   |                         | [ 50 ]            |
| Centrale hydroélectrique de Roncovalgrande  | Italie         | 46° 04′ 10″ N, 8° 43′ 55″ E         | 1 016   | 17 680                  | [ 51 ]            |
| Barrage de Sardar Sarovar                   | Inde           | 21° 49′ 49″ N, 73° 44′ 50″ E        | 1 450   |                         | ,                 |
| Centrale de Shin Takasegawa                 | Japon          | 36° 28′ 26″ N, 137° 41′ 23″ E       | 1 280   |                         | ,                 |
| Barrage de Shintoyone                       | Japon          | 35° 07′ 33″ N, 137° 45′ 38″ E       | 1 125   |                         | [ 38 ]            |
| Centrale hydroélectrique de Siah Bishe      | Iran           | 36° 13′ 04″ N, 51° 18′ 18″ E        | 1 040   |                         | ,                 |
| Centrale de Tai'an                          | Chine          | 36° 13′ 19″ N, 117° 02′ 31″ E       | 1 000   |                         | [ 6 ]             |
| Centrale de Tamahara                        | Japon          | 36° 46′ 56″ N, 139° 03′ 23″ E       | 1 200   |                         | [ 27 ]            |
| Centrale de Tianhuangping                   | Chine          | 30° 28′ 13″ N, 119° 36′ 21″ E       | 1 836   |                         | [ 6 ]             |
| Centrale de Tongbai                         | Chine          | 29° 12′ 11″ N, 120° 59′ 50″ E       | 1 200   |                         | [ 6 ]             |
| Centrale de Tumut-3                         | Australie      | 35° 36′ 42″ S, 148° 17′ 29″ E       | 1 500   |                         | [ 55 ]            |
| Centrale de Vianden                         | Luxembourg     | 49° 57′ 08″ N, 6° 10′ 38″ E         | 1 296   | 4 917                   | ,                 |
| Centrale de Xiangshuijian                   | Chine          | 31° 06′ 46″ N, 118° 17′ 31″ E       | 1 000   |                         | [ 6 ]             |
| Centrale de Xianyou                         | Chine          | 25° 31′ 55″ N, 118° 33′ 14″ E       | 1 200   |                         | ,                 |
| Centrale de Xilongchi                       | Chine          | 38° 32′ 14″ N, 113° 16′ 24″ E       | 1 200   |                         | [ 60 ]            |
| Centrale de Yangyang                        | Corée du Sud   | 38° 00′ 37″ N, 128° 32′ 34″ E       | 1 000   |                         | ,                 |
| Centrale de Yixing                          | Chine          | 31° 18′ 55″ N, 119° 45′ 37″ E       | 1 000   |                         | ,                 |
| Centrale de Zagorsk                         | Russie         | 56° 28′ 55″ N, 38° 11′ 28″ E        | 1 200   |                         | ,                 |
| Centrale de Zhanghewan                      | Chine          | 37° 46′ 28″ N, 114° 03′ 30″ E       | 1 000   |                         | ,                 |
| * P.= puissance nette ; ** Réf.= références |                |                                     |         |                         |                   |

## Centrales de pompage-turbinage en construction de puissance > 1000 MW

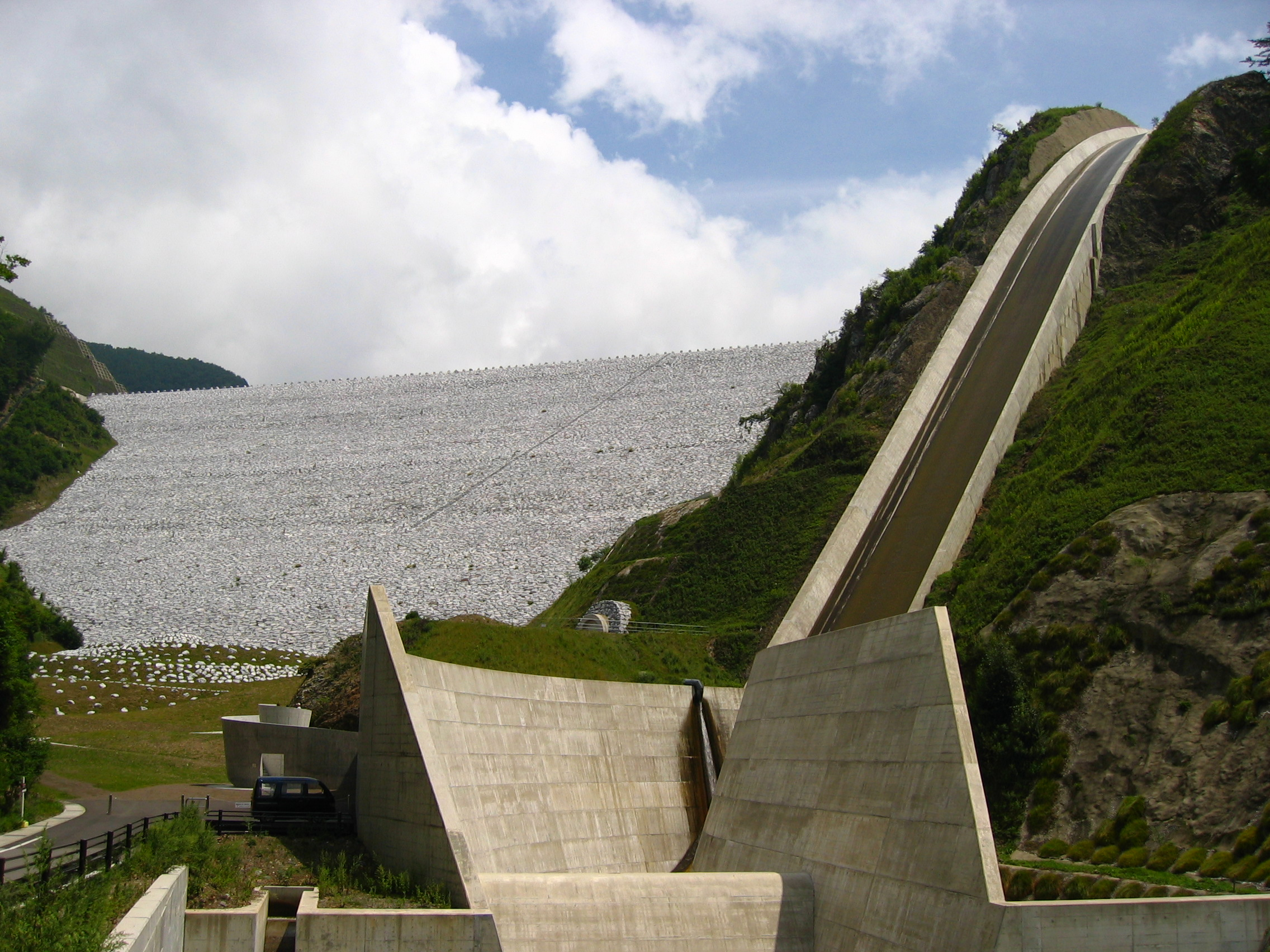
Barrage de Minamiaiki, réservoir supérieur de la centrale de pompage de Kannagawa.

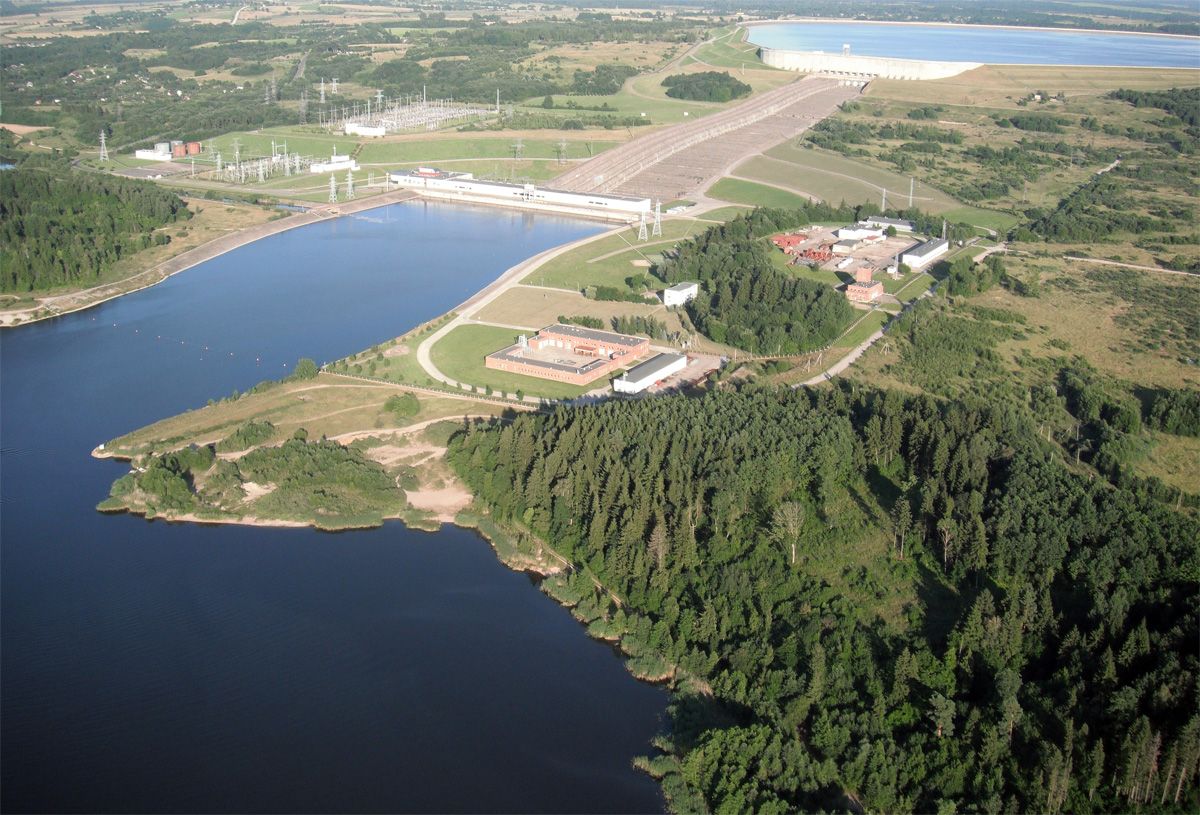
Centrale de pompage-turbinage de Kruonis en Lituanie (900 MW - extension ultérieure à 1600 MW en projet.

Ce tableau liste les centrales en cours de construction et les centrales en fonctionnement de puissance nette inférieure à 1 000 MW avec des extensions en cours qui leur feront dépasser ce seuil. 
| Centrale                                                                        | Pays      | Lieu                          | P.*(MW) | Achvt** | Réf.*** |
| ------------------------------------------------------------------------------- | --------- | ----------------------------- | ------- | ------- | ------- |
| Centrale de Kannagawa                                                           | Japon     | 36° 00′ 18″ N, 138° 39′ 09″ E | 2 820   | 2020    | ,       |
| Centrale du Dniestr                                                             | Ukraine   | 48° 30′ 49″ N, 27° 28′ 24″ E  | 2 268   | 2017    | ,       |
| Centrale Snowy 2.0                                                              | Australie | 35° 46′ 53″ S, 148° 27′ 13″ E | 2 000   | 2026    | [ 73 ]  |
| Centrale de Jixi                                                                | Chine     | 30° 11′ 07″ N, 118° 46′ 57″ E | 1 800   | 2018    | ,       |
| Centrale de Liyang                                                              | Chine     | 31° 14′ 17″ N, 119° 22′ 35″ E | 1 500   | 2017    | [ 75 ]  |
| Centrale de Huanggou                                                            | Chine     | 45° 22′ 42″ N, 129° 37′ 44″ E | 1 200   | 2019    | [ 76 ]  |
| Centrale d'Upper Cisokan                                                        | Indonésie | 6° 56′ 52″ S, 107° 13′ 07″ E  | 1 040   | 2017    | ,       |
| Barrage de Tehri                                                                | Inde      | 30° 22′ 40″ N, 78° 28′ 50″ E  | 1 000   | 2022    | [ 79 ]  |
| Centrale de Zagorsk-2                                                           | Russie    | 56° 28′ 25″ N, 38° 11′ 26″ E  | 840     | 2017    | [ 81 ]  |
| * P.= puissance nette ; ** Achvt= Date achèvement prévue ; *** Réf.= références |           |                               |         |         |         |

## Centrales de pompage-turbinage de puissance < 1000 MW en Europe
Ce tableau liste des centrales en fonctionnement en Europe, de puissance inférieure à 1 000 MW, mais distinguées par leur importance pour le système électrique de leur pays ou pour leur intérêt historique. Il n'a aucune prétention à l'exhaustivité.
| Centrale                                                                           | Pays               | Région                 | P.*(MW) | date MS** | Réf.*** |
| ---------------------------------------------------------------------------------- | ------------------ | ---------------------- | ------- | --------- | ------- |
| Barrage d'Alqueva                                                                  | Portugal           | Alentejo               | 518     | 2013      | [ 82 ]  |
| Bajina Basta                                                                       | Serbie             |                        | 614     | 1982      | [ 83 ]  |
| Čapljina                                                                           | Bosnie-Herzégovine |                        | 500     | 1979      | [ 84 ]  |
| Le Cheylas                                                                         | France             | Isère                  | 480     | 1979      | [ 85 ]  |
| Čierny Váh                                                                         | Slovaquie          | Východná               | 735     | 1982      | [ 86 ]  |
| Centrale de La Coche                                                               | France             | Savoie                 | 310     | 1975      | [ 87 ]  |
| Cortes - La Muela                                                                  | Espagne            | Communauté valencienne | 910     | 1989      | [ 88 ]  |
| Cruachan                                                                           | Royaume-Uni        | Écosse                 | 400     | 1965      | [ 89 ]  |
| Dalešice                                                                           | République tchèque | Dalešice               | 452     | 1978      | [ 90 ]  |
| Dlouhé stráně                                                                      | République tchèque | Loučná nad Desnou      | 700     | 1996      | [ 91 ]  |
| Centrale de Ffestiniog                                                             | Royaume-Uni        | Pays de Galles         | 360     | 1963      | [ 92 ]  |
| Lac Noir                                                                           | France             | Haut-Rhin              | 50      | 1934      | ,       |
| Limberg-II                                                                         | Autriche           | Salzbourg              | 480     | 2012      | [ 95 ]  |
| Kopswerk II                                                                        | Autriche           | Vorarlberg             | 525     | 2008      | [ 96 ]  |
| Centrale de Montézic                                                               | France             | Aveyron                | 910     | 1982      | [ 97 ]  |
| Nant de Drance                                                                     | Suisse             | Valais                 | 900     | 2022      | [ 98 ]  |
| Centrale de Revin                                                                  | France             | Ardennes               | 800     | 1976      | [ 99 ]  |
| Superbissorte                                                                      | France             | Savoie                 | 748     | 1986      | [ 100 ] |
| Thisavros                                                                          | Grèce              | Macédoine grecque      | 384     | 1996      | [ 101 ] |
| Centrale de Wehr                                                                   | Allemagne          | Bade-Wurtemberg        | 910     | 1976      | [ 102 ] |
| Żarnowiec                                                                          | Pologne            | Poméranie              | 680     | 1983      | [ 103 ] |
| Tachlyts                                                                           | Ukraine            | oblast de Mykolaïv     | 960     | 2006      | [ 104 ] |
| * P.= puissance nette ; ** date MS= date de mise en service ; *** Réf.= références |                    |                        |         |           |         |

## Centrales de pompage-turbinage désaffectées
| Centrale                                                                           | Pays      | Région | P.*(MW) | date MS** | Réf.***                         |
| ---------------------------------------------------------------------------------- | --------- | ------ | ------- | --------- | ------------------------------- |
| Niederwartha                                                                       | Allemagne | Dresde | 120     | 1927      | exploitation abandonnée en 2023 |
| * P.= puissance nette ; ** date MS= date de mise en service ; *** Réf.= références |           |        |         |           |                                 |